# Antoni Punda
Antoni Punda (ur. 20 grudnia 1910 w Kodeńcu, zm. 13 października 1962 w Warszawie) – funkcjonariusz aparatu bezpieczeństwa PRL.

## Życiorys
Z pochodzenia Ukrainiec, syn Szymona i Danuty. W latach 30. działał w KZMP i Komunistycznym Związku Młodzieży Zachodniej Białorusi. W 1933 brał udział w likwidacji konfidenta Policji Państwowej. W dn. 7 lipca 1933 został aresztowany w Brześciu. W 1934 został skazany wyrokiem Sądu Okręgowego w Lublinie na 6 lat więzienia. Zwolniony na mocy amnestii w 1936. We wrześniu 1939 roku czynnie uczestniczył w rozbrajaniu i mordowaniu polskich żołnierzy w Kodeńcu i okolicach.
Po zakończeniu II wojny światowej szef Zarządu Informacji Korpusu Bezpieczeństwa Wewnętrznego 1947–1949, szef Zarządu Polityczno-Wychowawczego KBW 1945–1946, starszy inspektor inspektoratu ministra Bezpieczeństwa Publicznego 1951–1953, szef Wojewódzkiego Urzędu Bezpieczeństwa Publicznego w Katowicach w 1951, szef Delegatury Ministerstwa Bezpieczeństwa Publicznego w Zielonej Górze w 1950 i Olsztynie 1949–1950.
Pochowany na cmentarzu Wojskowym na Powązkach (kwatera C2-7-16).

## Ordery i odznaczenia
- Krzyż Oficerski Orderu Odrodzenia Polski (24 maja 1946)[4]